# Румски вашар
Румски вашар представља симбол општине Рума. Датира и одржава се од времена владавине царице Марије Терезије, тачније од 1747. године.

## О Румском вашару
Одржава се сваког трећег дана у месецу читаве године. Вашар посећују људи из свих крајева Србије. Вашар је вековни симбол Руме који је у последње време, на рачун великог интересовања продаваца и купаца из наше и околних земаља, проширио своје трајање на два дана, 2. и 3. у месецу. 
Сваког трећег дана у месецу, људи долазе из околине Руме и свих крајева Србије, како би продали, купили или само осетили јединствену вашарску атмосферу. Поред тога што се продаје стока, продају се и пољопривредне машине, опрема за лов и риболов, саднице воћа и поврћа, цвеће, бурад за вино и Ракија, баштенске гарнитуре, намештај. Румски вашар представља својеврстан вид забаве, који привлачи велики број људи. 

### Историјат Румског вашара
Сам почетак одржавања вашара датира од 1747. године, кроз привилегију коју је граду дала царица Марија Терезија. Овом привилегијом установљена су четири датума одржавања вашара, да би се после Другог светског рата увела пракса да се ова манифестација одржава сваког месеца. 
Убрзо Рума добија статус трговишта, тачније 10. октобра 1747. године. Своју робу на вашару су нудили и грчки трговци. У првим годинама свог постојаља, на вашару је излагана занатска роба, воће и поврће, као и стока. Постоје подаци да су се могле купити и књиге, најчешће црквене, које су продавали трговци "москови". Убрзо вест о постојању вашара превазилази границе Аустрије, те почињу да долазе трговци са свих страна. Већ почетком 19. века старо вашариште постаје тесно, па се шири на такозвани Хрватски брег, који заузима простор између путева за Инђију и Пећинце.
За било коју ствар коју пронађете можете добро да се исценкате.
Вашариштем често продефилује око 30.000 људи. Поред продаје/куповине стоке, продаје занатлијских производа, последње деценије заступљена је и угоститељска понуда под окриљем "шатри". 